# Bliss Corner
Bliss Corner é um lugar designado pelo censo localizado no condado de Bristol no estado estadounidense de Massachusetts. No Censo de 2010 tinha uma população de 5.280 habitantes e uma densidade populacional de 1.020,33 pessoas por km².

## Geografia
Bliss Corner encontra-se localizado nas coordenadas 41° 36′ 19″ N, 70° 56′ 33″ O. Segundo a Departamento do Censo dos Estados Unidos, Bliss Corner tem uma superfície total de 5.17 km², da qual 5.17 km² correspondem a terra firme e (0.05%) 0 km² é água.

## Demografia
Segundo o censo de 2010, tinha 5.280 pessoas residindo em Bliss Corner. A densidade populacional era de 1.020,33 hab./km². Dos 5.280 habitantes, Bliss Corner estava composto pelo 94.28% brancos, o 0.8% eram afroamericanos, o 0.25% eram amerindios, o 1.33% eram asiáticos, o 0% eram insulares do Pacífico, o 1.65% eram de outras raças e o 1.7% pertenciam a duas ou mais raças. Do total da população o 1.31% eram hispanos ou latinos de qualquer raça.